# Fred Thomson
Fred Thomson (Pasadena, Califórnia, EUA, 26 de fevereiro de 1890 – 25 de dezembro de 1928) foi um ator de cinema estadunidense, conhecido pelos seus papéis de cowboy em inúmeros filmes do gênero western. Teve uma carreira cinematográfica curta, atuando em apenas 30 filmes entre 1921 e 1928, quando faleceu de tétano.

## Biografia
Filho de um pastor presbiteriano, desejava se tornar ministro, seguindo os passos de seu pai. Entre 1905 e 1910, cursou o Colégio Ocidental, destacando-se na área dos esportes, tais como futebol, basquete e basebol. Entrou para a Universidade de Princeton, com o objetivo de continuar os estudos para o ministério, mas então se destacou como o "Atleta do Mundo", título conquistado em uma competição entre atletas de várias nações. Foi o vencedor dos campeonatos de declato nos anos de 1910, 1911 e 1913. Formou-se ministro e chegou a exercer essa função em Washington, Los Angeles e Goldfield (Nevada), exercendo também a função de monitor de escoteiros.
Em 1916, sua esposa, após um casamento de três anos, faleceu subitamente, deixando-o deprimido, de forma que se alistou como voluntário na Primeira Guerra Mundial, tornando-se capelão do 143º Grupo de Artilharia – o chamado "Regimento Mary Pickford", do qual a atriz era Coronel Honorário – e seguiu para a França com a 40ª Divisão.
Após o término da guerra, Fred foi vencedor do pentatlo, nos jogos interaliados, em Paris, além de campeão de arremesso de granadas de mão. Na época, conheceu em Paris a escritora e roteirista de Hollywood Frances Marion, amiga de Mary Pickford, e após se casarem, mudaram para o sul da Califórnia, nos Estados Unidos, onde acabou ingressando no cinema, com a ajuda da esposa.

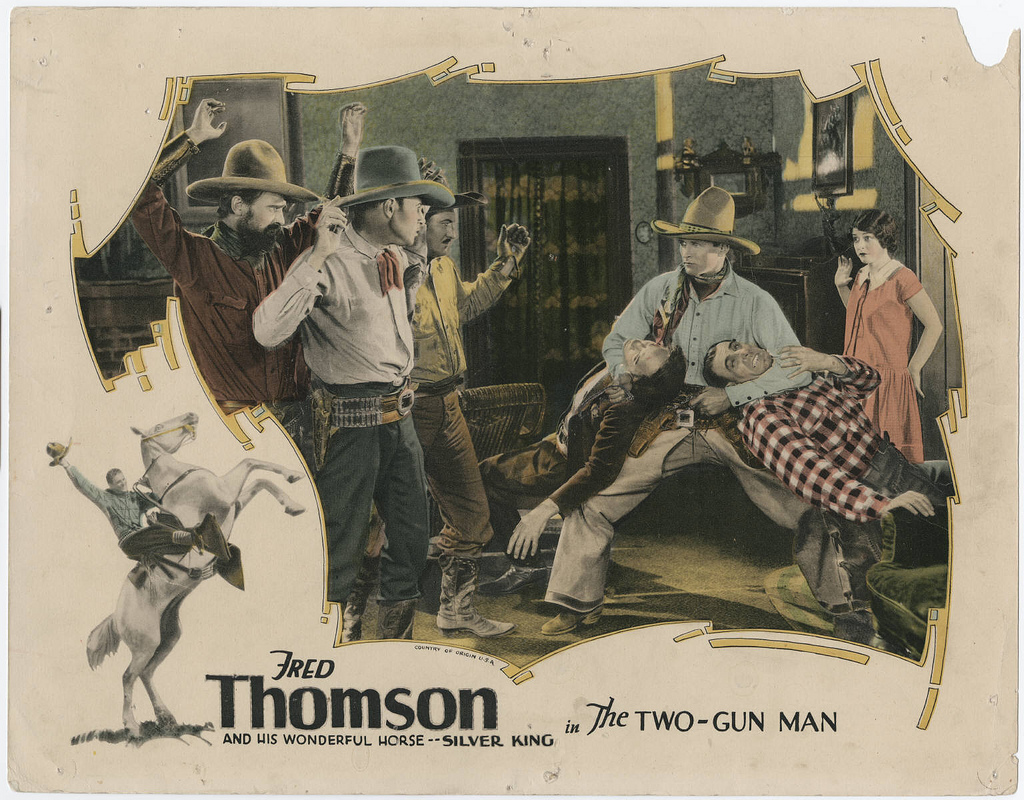
Card do filme The Two-Gun Man (1926).

Seu primeiro filme foi "A Luz do Amor" (The Love Light), em 1921, pela United Artists, dirigido pela esposa e estrelado por Mary Pickford, filme onde ele morria nos 30 primeiros minutos. Entre 1921 e 1923, trabalhou em mais quatro filmes, em papéis menores, e em um seriado da Universal, "As Garras da Águia" (The Eagle's Talons), de 1923, ao lado de Ann Little. Esse foi seu único seriado, em 15 episódios, e não era do gênero western.
Seu primeiro western foi "A Máscara de Lopez" (The Mask of Lopez), em 1924, para o produtor independente Harry Joe Brown. Após alguns filmes para Brown, associou-se à Film Box Offices of América, Inc. (FBO), uma pequena produtora na qual já trabalhavam Bob Steele, Tom Tyler, Harry Carey, Buzz Barton, Bob Custer, Richard Talmadge, além dos cães Strongheart e Ranger, esse um rival do Rin-Tin-Tin, da Warner Bros. A FBO era uma reorganização da Robertson-Cole Company (R-C), e um dos executivos da FBO era Joseph F. Kennedy, pai do futuro presidente John F. Kennedy.
Fred Thomson se transformou no maior cartaz da FBO, com boas bilheterias no interior dos EUA. Kennedy visitou, certa vez, o dono do cinema "Roxy", então a "Catedral do Cinema" (hoje demolida), Samuel L. Rothafel, sugerindo que exibisse um filme de Fred Thomson, oferecendo-lhe o filme de graça, pois segundo Samuel, seu público estava interessado apenas em sexo e violência, e não em cavalos. O filme conquistou o público, consolidando o gênero western junto ao público norte-americano.
Em 1927, Fred foi para a Paramount, para cumprir um contrato de quatro filmes, encabeçando grandes bilheterias. Um desses filmes, "O Invencível Jesse James" (Jesse James), de 1927, apesar de ter sido criticado pelo endeusamento dos James, rendeu quase 1.500.000 de dólares, na época. No filme The Sunset Legion, de 1928, Fred Thomson fez papel duplo, e quando montava um cavalo preto, seu cavalo Silver King era coberto por uma roupa de couro negra feita especialmente para ele, sob medida.
No auge da popularidade, Fred adquiriu uma mansão em Beverly Hills. Em dezembro de 1928, após uma carreira que durou menos de oito anos, Fred adoeceu, falecendo no dia de Natal, aos 38 anos de idade. Faleceu de tétano, proveniente de ter pisado em um prego enferrujado.

## Raio de Luar

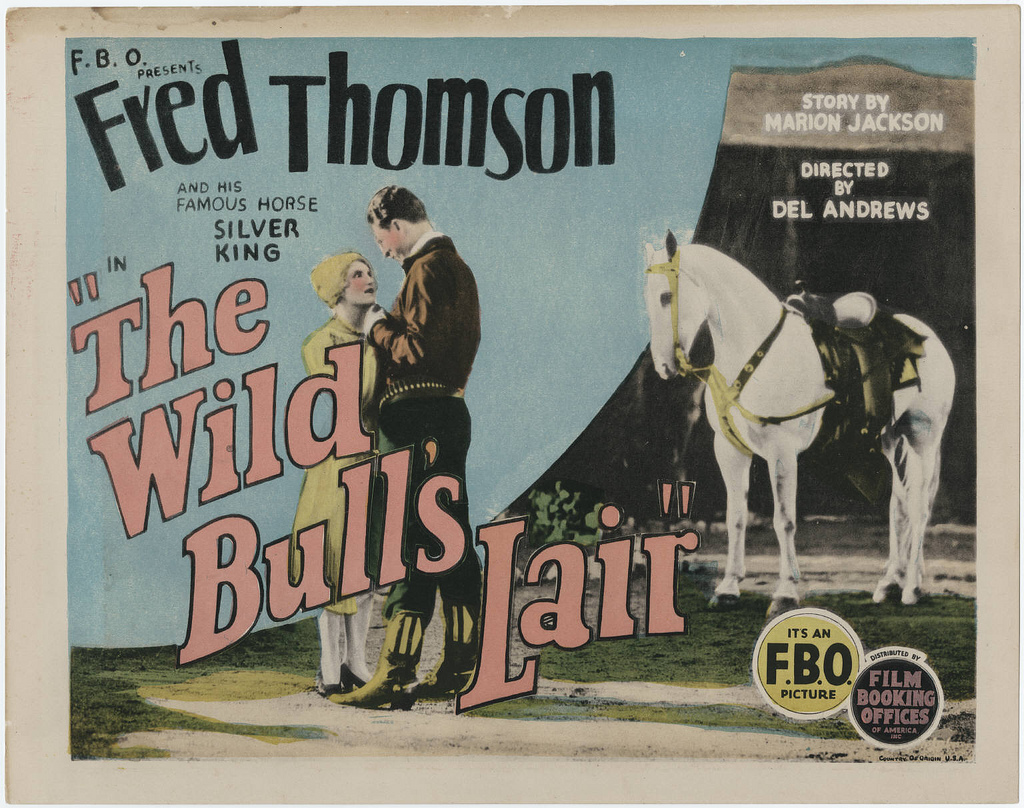
Card do filme The Wild Bull's Lair (1925), apresentando Fred Thomson e seu famoso cavalo Silver King.

Quando Fred decidiu dedicar-se ao western, a exemplo de outros cowboys da época, como Tom Mix e Buck Jones, que possuíam seus cavalos Tony e Silver, respectivamente, resolveu procurar um cavalo que fosse marcante em seus filmes. Quando praticava equitação em Nova Iorque, Fred encontrou o cavalo que buscava, um quase selvagem cavalo branco, e o comprou, dando-lhe o nome de Silver King (no Brasil, seu cavalo ficou conhecido como "Raio de Luar").
Fred Thomson foi o primeiro cowboy do cinema a dar ao seu cavalo as honras de astro, colocando-o em cartazes promocionais dos filmes, o que valeu o apelido, por parte do público, de "o cavalo com personalidade".
No filme "O Cavaleiro Negro" (The Sunset Legion), de 1928, Silver King era coberto por uma roupa de couro negra feita especialmente para ele, sob medida, pois Fred Thomson fez papel duplo, e às vezes montava um cavalo negro.

## Filmografia
1921
- The Love Light (A luz do Amor) – United Artists. Dir. Frances Marion. Com Mary Pickford, Evelyn Dumo, Edward Phillips, Albert Prisco. Como figurante.
- Just Around the Corner (O Contrário do Mal) – Cosmopolitan-Paramount. Dir. Frances Marion. Com Margaret Seddon, Lewis Sergeant, Sigrid Holmquist, Edward Phillips. Como figurante.

1922
- Penroad (Homens de Amanhã) – Nellan-First National. Dir. Marshall Nellan. Com Wesley Barry, Tully Marshall, Claire McDowell, John Harron. Como figurante.
- Oath-Bound (Silêncio Perdoável) – Fox. Dir. Bernard J. Durning. Com Dustin Farnum, Ethel Grey Terry, Maurice (Lefty) Flynn, Norman Selby. Como figurante.

1923
- The Eagle's Talons (As Garras da Águia) – Universal Pictures. Seriado em 15 episódios. Dir: Duke Worne. Com Ann Little, Al Wilson, Joe Bonomo. Seu nome aparece em segundo lugar, após o de Ann Little.
- A Chapter in Her Life (Um Capítulo de Sua Vida) – Universal-jewel. Dir: Lois Weber. Com Claude Gillingwater, Jane Mercer, Jacqueline Gadsden, Frances Raymond. Como figurante.

1924
- The Mask of Lopez (A Máscara de Lopez) – Monogram-FBO. Dir. Albert Rogell. Com Hazel Keener, Wilfred Lucas, David Kirby, Bob Reeves, Silver King. A partir desse filme, seu nome aparece em primeiro lugar, já surge, no elenco, o nome de seu cavalo.
- North of Nevada (Ao Norte de Nevada) – Monogram-FBO. Dir. Albert Rogell. Com Hazel Keener, Joseph Swickard, Taylor Graves, Silver King.
- Galloping Gallagher (Estranho Silêncio) – Monogram-FBO. Dir. Albert Rogell. Com Hazel Keener, Frank Hagney, Nelson McDowell, Silver King.
- The Silent Stranger (O Homem Silencioso) – Monogram-FBO. Dir. Albert Rogell. Com Hazel Keener, Frank Hagney, George Williams, Bob Reeves, Silver King.
- The Dangerous Coward (O Covarde Perigoso) – Monogram-FBO. Dir. Albert Rogell. Com Hazel Keener, Frank Hagney, Jim Corey, Silver King.
- The Fighting Sap (Sangue de Guerreiro) – Monogram-FBO. Dir. Albert Rogell. Com Hazel Keener, Wilfred Lucas, Frank Hagney, Silver King.
- Thundering Roofe (Patas Trovejantes) – Monogram-FBO. Dir. Albert Rogell. Com Ann May, Fred Huntley, William Lowery, Silver King.

1925
- That Devil Quemado (Aquele Diabo do Queimado) – RC-FBO. Dir. Del Andrews. Com Nora Luxford, Albert Priscoe, Byron Douglas, Silver King.
- The Bandit’s Baby (Foragido da Justiça) – RC-FBO. Dir. James P. Hogan. Com Helen Foster, Harry Woods, Mary Louise Miller, Silver King.
- The Wild Bull’s Lair (A Toca do Touro) – RC-FBO. Dir. Del Andrews. Com Catherine Bennett, Herbert Prior, Tom Carr, Silver King.
- Riding the Wind ( Galopando ao Vento) – RC-FBO. Dir. Del Andrews e Al Werker. Com Jacqueline Gedsdon, Lewis Sargent, Betty Scott, David Kirby, Silver King.
- All-Around Frying Pan (Devoção de Animal) – RC-FBO. Dir. David Kirkland. Com Clara Horton, James Marcus, William Courtwright, John Ince, Silver King.

1926
- The Tough Guy (O Cavalo Fantasma) – FBO. Dir. David Kirkland. Com Lola Todd, Robert McKim, Billy Buts, Silver King.
- Hands Across the Border – RC-FBO. Dir. David Kirkland. Com Bess Flowers, Tyrone Power, Sr., William Courtwright, Silver King.
- The Two-Gun Man. Dir. David Kirkland. Com Olive Hasbrouck, Joseph Dowling, Sheldon Lewis, Frank Hagney, Silver King.
- Lone-Hand Saunders – RC-FBO. Dir. B. Reeves Eason. Com Bess Flowers, Billy Buts, Frank Hagney, Silver King.
- A Regular Scout – RC-FBO. Dir. David Kirkland. Com Olive Hasbrouck, William Courtwright, Margaret Seddon, Silver King.

1927
- Don Mike – RC-FBO. Dir. Lloyd Ingraham. Com Ruth Clifford, Noah Young, Tom Bates, Norma Marie, Silver King.
- Silver Comes Through (O Rei Branco) – RC-FBO. Dir. Lloyd Ingraham. Com Edna Murphy, Harry Woods, Silver King.
- Arizona Nights – RC-FBO. Dir. Lloyd Ingraham. Com Nora Lane, J.P. McGowan, Silver King.
- Jesse James (O Invencível Jesse James) – Paramount-Famous Lasky Corporation. Dir. Lloyd Ingraham. Com Nora Lane, Montagu Love, Mary Carr, James Pierce, Silver King.

1928
- The Pioneer Scout (À Rédea Solta) – Paramount-Famous Lasky Corporation. Dir. Lloyd Ingraham e Alfred Werker. Com Nora Lane, William Courtwright, Tom Wilson, Fred Burns, Lloyd Ingraham, Silver King.
- The Sunset Legion (O Cavaleiro Negro) – Paramount-Famous Lasky Corporation. Dir. Lloyd Ingraham. Com Edna Murphy, William Courtwright, Harry Woods, Silver King (em papel duplo)
- Kit Carson (O Grande Benfeitor) – Paramount-Famous Lasky Corporation. Dir. Alfred Werker e Lloyd Ingraham. Com Nora Lane, Dorothy Janis, Raoul Paoli, Raymond Turner, Silver King.